# 米德納魯達
米德納魯達（烏克蘭語：Мідна Руда）是烏克蘭东部顿涅茨克州巴赫穆特区巴赫穆特市镇内的村莊。惟於俄羅斯入侵烏克蘭中被佔領。

## 人口
語言：
- 俄語 - 55.6%
- 烏克蘭語 - 44.4%

## 外部連結
- 米德納魯達的天氣 （页面存档备份，存于）